# Спеціаліст із захисту даних
Спеціаліст із захисту даних (англ. Data Protection Officer, скор. DPO) забезпечує незалежне застосування організацією законів про захист персональних даних фізичних осіб. Призначення, посада та завдання DPO в організації описані в статтях 37 , 38 та 39 Загального регламенту захисту даних Європейського Союзу (GDPR). Багато інших країн вимагають призначення DPO, і це стає все більш поширеним у законодавстві про конфіденційність. 
Відповідно до GDPR, DPO повинен безпосередньо підпорядковуватися вищому керівництву. Це не означає, що DPO повинен безпосередньо керуватися на цьому рівні, але він повинен мати прямий доступ для надання консультацій вищому керівництву, яке приймає рішення щодо обробки персональних даних.
Основні обов'язки DPO включають забезпечення того, щоб його/її організація була обізнана та навчена всім відповідним зобов'язанням GDPR. Крім того, він повинен проводити аудити для забезпечення дотримання вимог, вирішувати потенційні проблеми на випередження та діяти в якості зв'язкового між своєю організацією та громадськістю щодо всіх питань, пов'язаних із захистом персональних даних.
У Німеччині закон 2001 року встановив вимогу щодо наявності DPO в певних організаціях та передбачив різні засоби захисту щодо обсягу та терміну перебування на посаді, включаючи захист від звільнення за доведення проблем до відома керівництва. Багато з цих концепцій були включені в проект статті 38 GDPR та продовжують включатися в інші стандарти конфіденційності.